# Ascobulla fragilis
Ascobulla fragilis is een slakkensoort uit de familie van de Volvatellidae. De wetenschappelijke naam van de soort is voor het eerst geldig gepubliceerd in 1856 door Jeffreys.